# Marcel Lefèvre
Marcel Lefèvre (Les Andelys, 17 marzo 1918 – Mosca, 5 giugno 1944) è stato un aviatore e militare francese, asso dell'Armée de l'air durante la seconda guerra mondiale con 11 vittorie accertate e 3 considerate probabili.

## Biografia

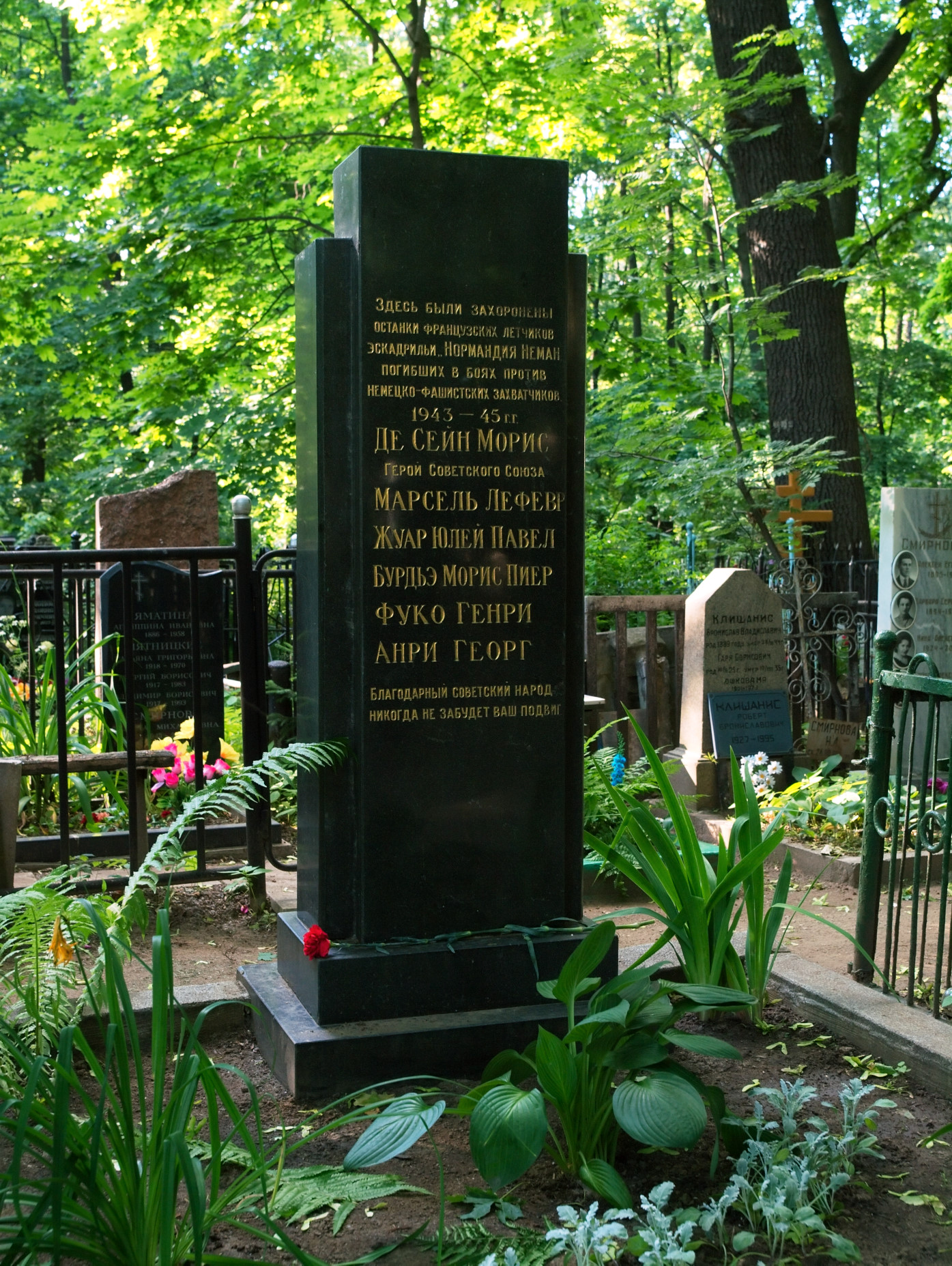
Cenotafio situato al Cimitero Vvedenskoe, Mosca.

Nacque a Les Andelys il 17 marzo 1918. Conseguito il brevetto di volo ad uso turistico presso l'Aero Club di Etrépagny nel corso del 1937 si arruolò e entrò nell'Armée de l'air il 22 aprile 1938, conseguendo il brevetto di pilota militare il 1 agosto successivo presso l'aeroporto di Angers. Promosso sergente il 1 dicembre fu assegnato alla base di Istres, e poi come istruttore a Salon-de-Provence dove lo colse lo scoppio della seconda guerra mondiale.

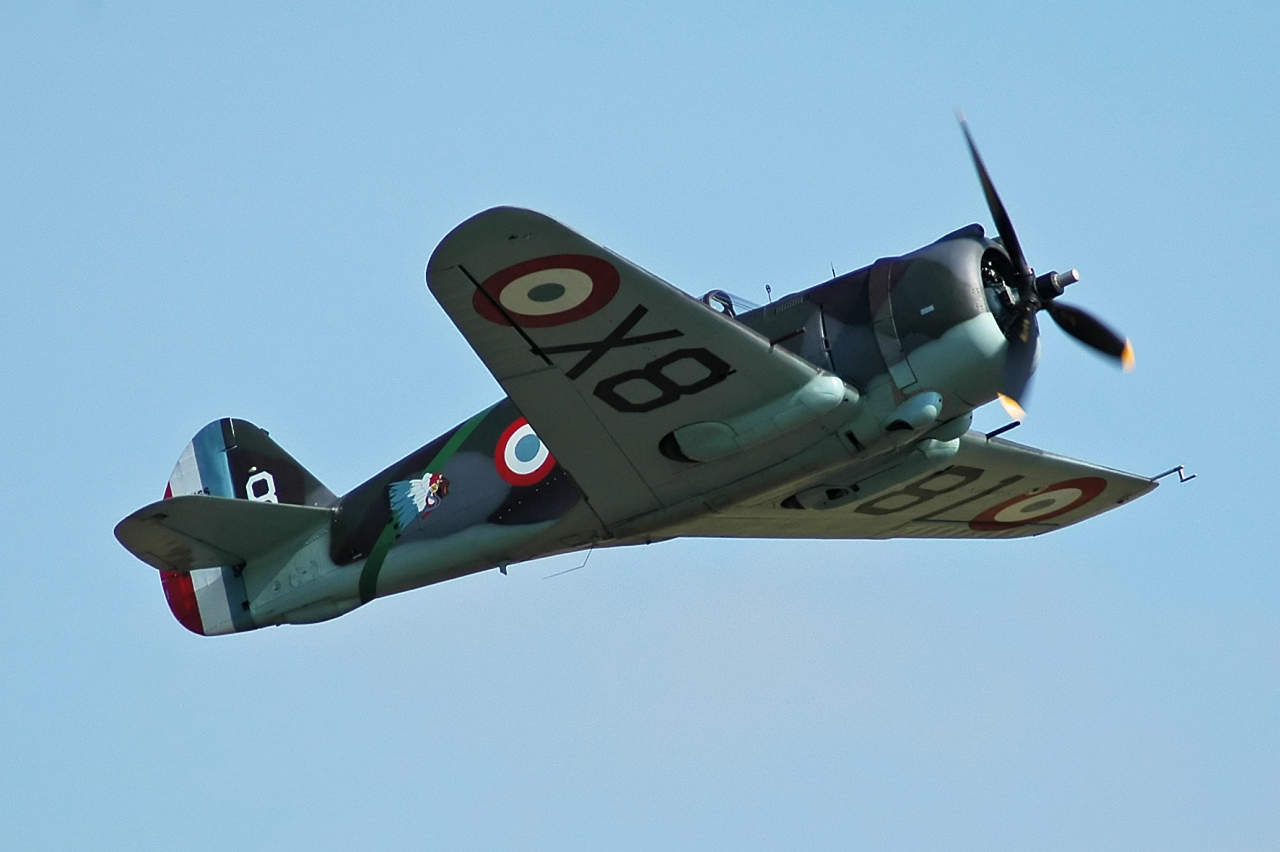
Un caccia Curtiss Hawk 75 appartenente alla "The Fighter Collection".

Trasferito al Groupe de Chasse II/3 Dauphiné, equipaggiato con i Curtiss 75 Hawk, non prese parte ai combattimenti durante la campagna di Francia e alla data della firma dell'armistizio del 22 giugno 1940 si trovava a Bordeaux, dove rimase in servizio presso l'Armée de l'air de l'armistice operante in seno alla nuova realtà nazionale, il Governo di Vichy. Smobilitato il 1 gennaio 1941, in quanto preferì lasciare l'aeronautica al fine di evitare di dover combattere contro le truppe inglesi in Siria, una volta ritornato a casa decise di lasciare la Francia per raggiungere, nell'aprile 1941, l'Africa del nord dove entrò in servizio dapprima a Blida e poi nel Groupe de Chasse I/3 Corse di stanza sull'aeroporto di Orano, Algeria. Strinse amicizia con i colleghi Albert Durand e Marcel Albert con cui, dopo essersi appropriato di un aereo da caccia Dewoitine D.520, il 14 ottobre dello stesso anno raggiunse Gibilterra.
Raggiunta la Gran Bretagna il 19 dicembre, aderì formalmente alla FAFL, assegnato al centro di addestramento di Camberley, passò poi alla OTU 52 di Chester.
Il 30 aprile 1942 entrò ufficialmente in servizio presso il No.81 Squadron della Royal Air Force incaricato di difendere l'area di Londra, effettuando poi anche missioni sui territori della Francia occupata volando a bordo dei caccia Supermarine Spitfire Mk.V.

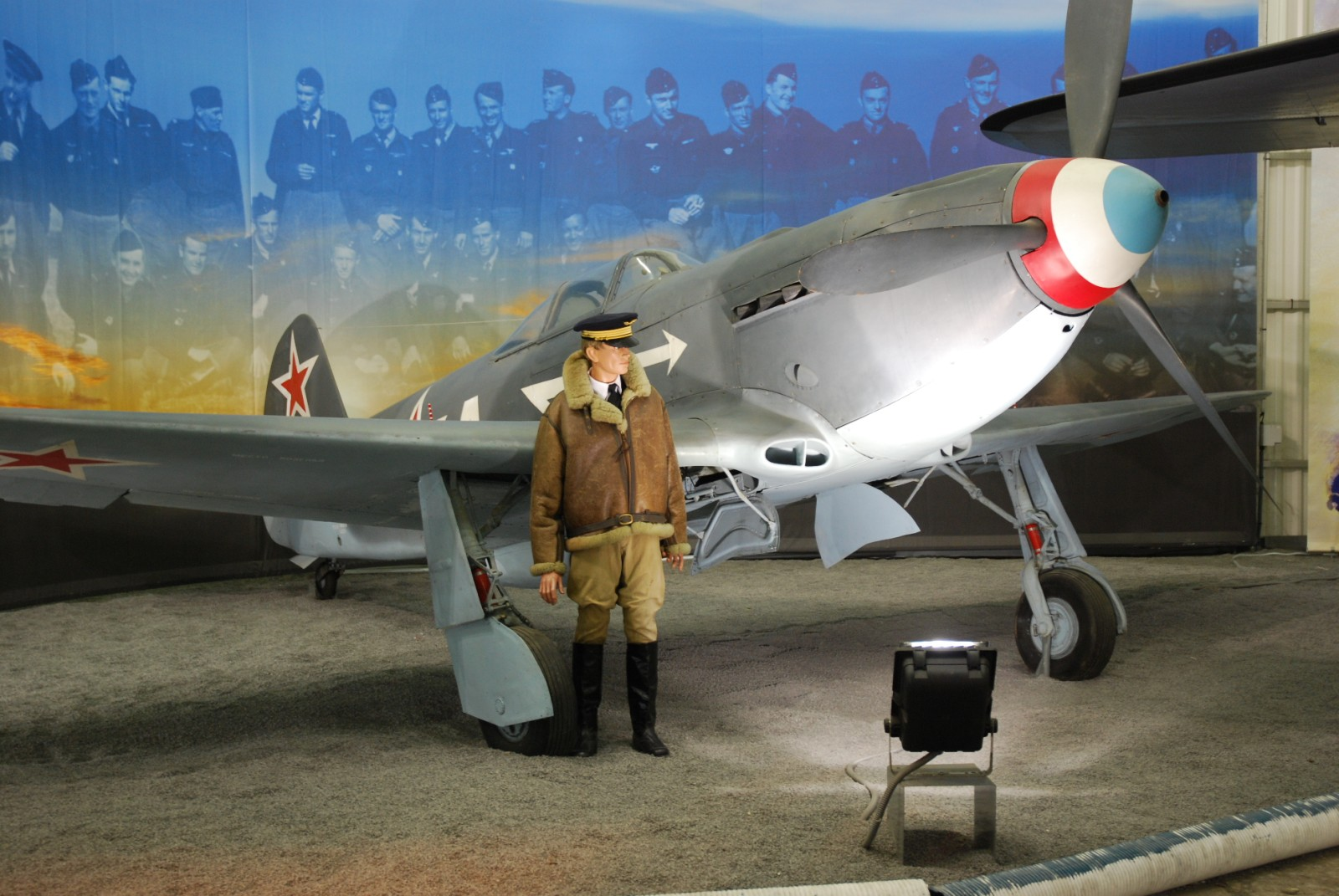
Un caccia Yakovlek Yak-3 del Reggimento Normandie-Niemen della FAFL conservato presso il Museo dell'aviazione di Le Bourget, Parigi.

Con la creazione di un reparto misto franco-russo, il gruppo di caccia "Normandie-Niemen" partì volontario per l'Unione Sovietica, dove giunse il 29 novembre 1942 sulla base di Ivanovo. Nel marzo 1943 effettuò le sue prime missioni operative sul fronte orientale, conseguendo la sua prima vittoria il giorno 5 maggio a spese di un aereo da ricognizione Henschel Hs 126 abbattuto vicino a Sofonovo.
Durante una missione di ricognizione effettuata il 24 maggio 1944, il suo velivolo fu colpito e danneggiato a un tubo di alimentazione del carburante. Mentre effettuava l'atterraggio sul campo di aviazione di Dubrovka con la tuta imbevuta di carburante, quest'ultima e l'aereo presero fuoco, ed egli rimase ustionato gravemente al viso, alle gambe e alle mani. Ricoverato presso l'ospedale di Mosca si spense, a causa della gravità delle ustioni riportate, il 5 giugno 1944. All'epoca aveva conseguito 11 vittorie accertate e tre probabili. Il suo corpo fu sepolto nel Cimitero Vvedenskoe di Mosca, vicino alle tombe dei soldati della Vecchia Guardia napoleonica, alla presenza dei suoi commilitoni e delle più alte autorità francesi e sovietiche. A titolo postumo, su ordine di Stalin, venne insignito dell'onorificenza di Eroe dell'Unione Sovietica e dell'Ordine di Lenin. Nel febbraio 1953, le sue spoglie vennero trasferite in Normandia dove ora riposano presso quelle dei suoi genitori a Les Andelys.
Con l'ordine generale n. 160 emesso dal Ministero della difesa dell'Unione Sovietica in data 1 luglio 1966 gli fu intitolata a titolo perenne la 1ª Squadriglia del 18º Reggimento d'aviazione da caccia della guardia di Vicebsk, appartenente alla Divisione aerea da caccia di Smolensk.